# Білоручі
Білоручі (біл. вёска Бяларучы) — село в складі Логойського району Мінської області, Білорусь. Село є адміністративним центром Білоруцької сільської ради і розташоване в північній частині області.

## Відомі особистості
В поселенні народився:
- Лопушинський Костянтин Осипович (1816—1894) — російський лікар.